# زكريا المقهوي
زكريا المقهوي لاعب كرة قدم سعودي ، يلعب في الوسط في نادي العمران.

## مسيرة اللاعب
كانت بداياته مع نادي الصواب و انتقل إلى نادي النجوم عام 2015 و انتقل إلى نادي الساحل في عام 2019 و عاد بعدها إلى نادي النجوم و بعد عاد إلى نادي الساحل و بعدها انتقل إلى نادي الترجي و بعدها انتقل إلى نادي العمران.

## روابط خارجية
- زكريا المقهوي على موقع Soccerway.com (الإنجليزية)